# Sipakpahi Aek Lobu
Sipakpahi Aek Lobu is een bestuurslaag in het regentschap Tapanuli Tengah van de provincie Noord-Sumatra, Indonesië. Sipakpahi Aek Lobu telt 1560 inwoners (volkstelling 2010).